# Ambly-sur-Meuse
Ambly-sur-Meuse é uma comuna francesa na região administrativa de Grande Leste, no departamento de Meuse. Estende-se por uma área de 6,34 km². Em 2010 a comuna tinha 245 habitantes (densidade: 38,6 hab./km²).